# Prinz Adalbert (Schiff, 1904)
Die Prinz Adalbert war ein als Großer Kreuzer bezeichneter Panzerkreuzer der deutschen Kaiserlichen Marine. Benannt war das Schiff nach Prinz Adalbert von Preußen (1811–1873), dem Oberbefehlshaber der preußischen und der Marine des Norddeutschen Bundes.
Die Prinz Adalbert war das Typschiff einer Klasse von zwei Einheiten. Das Schwesterschiff war die Friedrich Carl. Die Prinz Adalbert war als Ersatzbau für die König Wilhelm geplant, während die Friedrich Carl ein Vermehrungsbau war.

## Bau und technische Aspekte
Im April 1900 erfolgte in Kiel mit der Baunummer 27 bei der Kaiserlichen Werft die Kiellegung. Dort lief es am 22. Juni 1901 vom Stapel. Die Schiffstaufe wurde von Prinzessin Irene, der Gattin des Prinzen Heinrich von Preußen, vorgenommen. Der Kreuzer wurde am 12. Januar 1904 in Dienst gestellt. Die Baukosten betrugen 16.371.000 Mark.
Die Prinz Adalbert und ihr Schwesterschiff waren der vorher gebauten Prinz Heinrich sehr ähnlich, hatten allerdings drei Schornsteine, und die zwei 24-cm-Geschütze der Prinz Heinrich wurden durch vier 21-cm-Schnellladegeschütze in zwei Doppeltürmen ersetzt, deren Feuergeschwindigkeit erheblich höher war als die der schwereren 24-cm-Geschütze. Wie bei vielen Schiffen der damaligen Zeit waren die sechs unteren Kasemattgeschütze der Sekundärartillerie nur bei ruhiger See brauchbar. Die beiden Schiffe hatten gute Fahrqualität, die jedoch bei abnehmender Bunkerladung merklich nachließ.
Die Inneneinrichtung der Offiziersmesse wurde nach dem Entwurf des Jugendstilkünstlers Richard Riemerschmid von den Dresdener Werkstätten für Handwerkskunst hergestellt.

## Laufbahn
Die Prinz Adalbert diente zunächst als Artillerieschul- und -versuchsschiff bei der Inspektion der Schiffsartillerie in Sonderburg. 1906 brachte der Kreuzer den Prinzen Heinrich von Preußen nach Drontheim zur Teilnahme an der Krönung Haakons VII. von Norwegen.
Beim Ausbruch des Ersten Weltkriegs wurde die Prinz Adalbert der III. Aufklärungsgruppe der Hochseeflotte zugeteilt. Die ersten Kriegswochen diente der Kreuzer in der Ostsee. Am 26. August wurde er dem vor der Küste Estlands auf Grund gelaufenen Kleinen Kreuzer Magdeburg zu Hilfe geschickt, dann aber zurückbefohlen, als die Meldung von der Sprengung der Magdeburg eintraf. Am 7. September verlegte die Prinz Adalbert in die Nordsee, wo sie am 9. September die Minenkreuzer Nautilus und Albatross und das Hilfsminenschiff Kaiser beim Legen einer Minensperre zum Schutz der Zufahrt zum Kaiser-Wilhelm-Kanal sicherte. Kurzzeitig wurde sie danach zur Bewachung des Großen Belts detachiert, als man deutscherseits einen Durchbruchsversuch britischer Schiffe in die Ostsee befürchtete. Und vom 2. bis zum 4. November nahm sie am Vorstoß der Hochseeflotte in die Nordsee teil, als die Schlachtkreuzer Hafenstädte an der englischen Ostküste beschossen und Kleine Kreuzer Minensperren legten. Ende November 1914 wurde die Prinz Adalbert in die Ostsee verlegt, um dort ihr am 17. November in einem Minenfeld vor Libau gesunkenes Schwesterschiff Friedrich Carl zu ersetzen und im Rahmen der Aufklärungsgruppe Ostsee unter Konteradmiral Ehler Behring gegen die russische Ostseeflotte zu operieren.
Bei einem Vorstoß zur Beschießung der Marinebasis Libau am 24. Januar 1915 lief die Prinz Adalbert bei Steinort auf Grund, konnte aber wieder flottgemacht werden.

### Erste Torpedierung

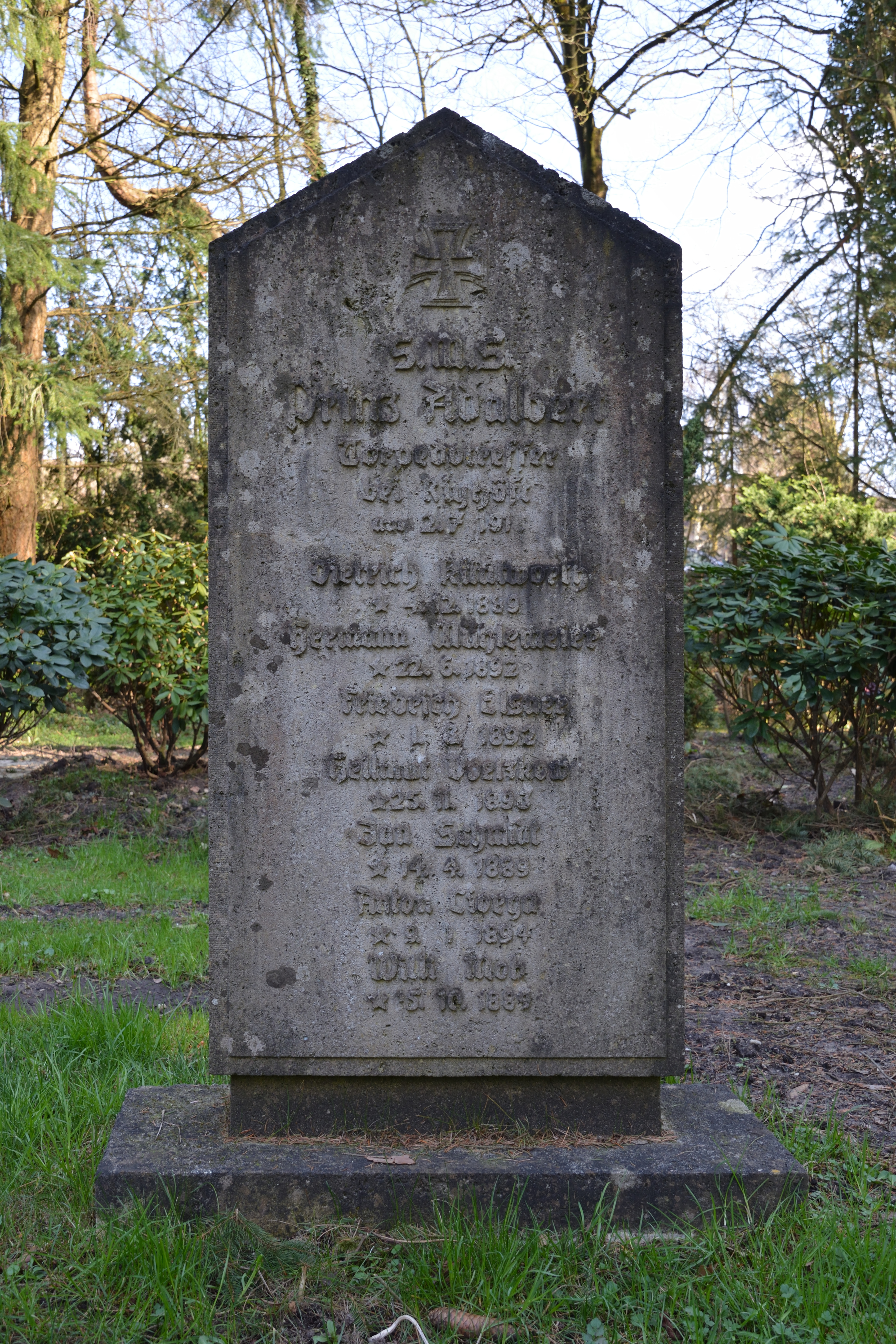
Gemeinschaftsgrab auf dem Nordfriedhof Kiel

Als die Prinz Adalbert und die Prinz Heinrich am 2. Juli 1915 von Danzig aus den bei der Insel Gotland von russischen Einheiten im sog. Gotland-Raid überraschten deutschen Schiffen Roon, Augsburg und Albatross zu Hilfe eilten, wurde die Prinz Adalbert unter Kapitän zur See Andreas Michelsen auf der Höhe des Rixhöfter Leuchtturms nordwestlich der Halbinsel Hela vom britischen U-Boot E9 unter Max Kennedy Horton, der im Oktober 1914 in die Ostsee eingedrungen war und seitdem von Reval aus operierte, torpediert und beschädigt, konnte aber mit eigener Kraft nach Kiel zurückkehren, wobei sie 240 der 295 Seemeilen rückwärts fuhr. Die bei diesem Angriff getöteten zehn Besatzungsmitglieder wurden auf dem Kieler Nordfriedhof bestattet; ihr Gemeinschaftsgrab befindet sich dort im Feld N, unter Nr. 89 A, zwischen den Gräbern der Männer des Torpedoboots S 126 und des Hilfsschiffs Binz.

### Untergang
Am Morgen des 23. Oktober 1915, um 8:34 Uhr, wurde die Prinz Adalbert unter Kommandant Kapitän zur See Wilhelm Bunnemann, nach dem Auslaufen aus dem inzwischen von deutschen Truppen besetzten Libau, etwa 20 Seemeilen vor Libau von dem britischen U-Boot E8 mit einem Torpedo aus etwa 1200 m Distanz getroffen. Der Torpedo traf das Munitionsmagazin im Vorderschiff. Die Explosion riss das Schiff in zwei Teile, die sofort sanken. Nur drei Mann der 675-köpfigen Besatzung konnten gerettet werden.

### Das Wrack
Das Wrack wurde erst im Juni 2007 von schwedischen Tauchern der Deep Sea Productions in 80 m Tiefe auf der Position 56° 33′ N, 20° 18′ O entdeckt.

## Kommandanten
12. Januar 1904 bis 29. September 1911
- Kapitän zur See Hermann Jacobsen: von Januar 1904 bis September 1905

- Kapitän zur See Ehrhard Schmidt: von September 1905 bis September 1907
- Fregattenkapitän/Kapitän zur See Max Witschel: von September 1907 bis September 1910
- Fregattenkapitän/Kapitän zur See Waldemar Pieper: von September 1910 bis September 1911

1. November 1912 bis 23. Oktober 1915
- Kapitän zur See Ferdinand Bertram: von November 1912 bis August 1914
- Kapitän zur See Andreas Michelsen: von August 1914 bis August 1915
- Fregattenkapitän/Kapitän zur See Wilhelm Bunnemann: von August 1915 bis Oktober 1915 (Untergang)